# Soir d'hiver à Gagra
Pour plus de détails, voir Fiche technique et Distribution.
Soir d'hiver à Gagra (Зимний вечер в Гаграх) est un film soviétique réalisé par Karen Chakhnazarov, sorti en 1985,.

## Synopsis
Alexey Beglov est un maître des claquettes ayant connu sa gloire dans les années 1950. Il tente d'apprendre son art à un jeune homme, Arkady, originaire de Vorkuta, malgré le peu d'aptitude à la danse présenté par ce dernier. Néanmoins, c'est avec Arkady qu'il peut partager ses ennuies quotidiens et c'est dans ses bras qu'il meurt à l'hôpital en se remémorant le bon vieux temps et surtout un soir d'hiver à Gagra, où il a dansé comme jamais.

## Fiche technique
- Titre : Soir d'hiver à Gagra
- Réalisation : Karen Chakhnazarov
- Scénario : Alexandre Borodianski, Karen Chakhnazarov
- Photographie : Vladimir Chevtsik
- Musique : Anatoli Kroll
- Décors : Valeri Filippov, N. Dianova
- Montage : Lidia Milioti
- Production : Mosfilm
- Pays :  Union soviétique
- Genre : musical
- Durée : 90 minutes
- Sortie : 1985

## Distribution
- Evgueni Evstigneïev : Alexey Beglov, maître des claquettes
- Alexandre Pankratov-Tcherny : Arkady Gratchev, un jeune homme qui veut faire des claquettes
- Sergueï Nikonenko : Valentin Fomenko, chorégraphe
- Piotr Chtcherbakov : Alexandre, administrateur de la Maison de la Culture
- Svetlana Amanova : Léna, la fille de Beglov
- Alexandre Schirwindt : présentateur de l'émission Panorama Musical
- Gueorgui Bourkov : Fedor, barman à la Maison de la Culture
- Natalia Goundareva : Irina Melnikova, célèbre chanteuse
- Oleg Chklovski : Igor, l'ami de Melnikova